# Pylyp Boedkivskyj
Pylyp Boedkivskyj (Oekraïens: Пилип Будківський; Kiev, 10 maart 1992) is een Oekraïens voetballer die als aanvaller speelt.

## Clubcarrière
Boedkivskyj begon bij Sjachtar Donetsk waar hij sinds 2009 deel uitmaakt van de selectie van het eerste team. Hij debuteerde niet en deed dat wel op huurbasis bij Illitsjivets Marioepol. Hierna speelde hij op huurbasis voor FK Sebastopol en Zorja Loehansk. In 2016 werd hij verhuurd aan het Russische Anzji Machatsjkala. Na huurperiodes bij KV Kortrijk, wederom Anzji en FC Sochaux, ging hij begin 2019 naar Zorja Loehansk.

## Interlandcarrière
Hij speelde in verschillende vertegenwoordigende jeugdselecties. Boedkivskyi debuteerde op 9 oktober 2014 voor het Oekraïens voetbalelftal in de EK-kwalificatiewedstrijd in Wit-Rusland (0-2) als invaller na 80 minuten voor Edmar Halovskyi de Lacerda. Boedkivskyi maakte deel uit van de Oekraïense selectie op het Europees kampioenschap voetbal 2016.